# On Swift Horses
On Swift Horses is een Amerikaanse romantische dramafilm uit 2024 geregisseerd en mede geproduceerd door Daniel Minahan. De film is gebaseerd op het gelijknamige boek van Shannon Pufahl en ging op 7 september 2024 in première tijdens het Internationaal filmfestival van Toronto.

## Verhaal
De film volgt het jonge stel Muriel en Lee die samen op het punt staan om aan een schitterend nieuw leven te beginnen. De komst van de broer van Lee zorgt er echter voor dat hun leven meteen op zijn kop gezet wordt. Hierdoor begint Muriel een geheim leven, zo start ze met gokken op renpaarden en ontdekt ze een liefde die ze nooit voor mogelijk had gehouden.

## Rolverdeling
| acteur            | personage             |
| ----------------- | --------------------- |
| Daisy Edgar-Jones | Muriel Edwards Walker |
| Will Poulter      | Lee Walker            |
| Jacob Elordi      | Julius Walker         |
| Diego Calva       | Henry                 |
| Sasha Calle       | Sandra                |
| Kat Cunning       | Gail                  |
| Don Swayze        | Terence               |

## Achtergrond
De film werd geregisseerd en mede geproduceerd door Daniel Minahan, voor de productie werd hij bijgestaan door Peter Spears, Tim Headington, Mollye Asher, Theresa Steele Page en Michael D'Alto. Het scenario van de film werd geschreven door Bryce Kass en is gebaseerd op het gelijknamige boek van Shannon Pufahl. De opnames van de film gingen op 28 februari 2023 van start in Los Angeles, Verenigde Staten. Hoofdrollen in de film waren weggelegd voor onder anderen Daisy Edgar-Jones, Will Poulter, Jacob Elordi en Diego Calva.

## Release en ontvangst
On Swift Horses ging op 7 september 2024 in première tijdens het Internationaal filmfestival van Toronto. Hierna was de film in januari 2025 te zien bij Palm Springs International Film Festival en in maart 2025 bij South by Southwest, voordat de film door distributeur Sony Pictures Classics op 25 april 2025 in de bioscopen in de Verenigde Staten werd uitgebracht. De film werd door recensenten in het algemeen gemengd ontvangen. Op Rotten Tomatoes heeft de film een score van 51% op basis van 101 beoordelingen. Metacritic komt op een score van 65/100, gebaseerd op 21 beoordelingen.